# Slaget om Alger
Slaget om Alger (italiensk originaltitel: La battaglia di Algeri) är en italiensk-algerisk historisk krigsfilm från 1966 i regi av Gillo Pontecorvo, med Jean Martin, Yacef Saadi och Brahim Haggiag i huvudrollerna. Den utspelar sig 1954–1957, under Algerietrevolten, och fokuserar på FLN:s organisering som gerillarörelse.
Filmen vann Guldlejonet vid filmfestivalen i Venedig och blev nominerad till tre Oscars. Den gick upp på svenska biografer 13 mars 1967. I Frankrike var den förbjuden fram till 1971, då den visades på bio under en kortare tid, innan den drogs tillbaka på grund av påtryckningar och hot.

## Medverkande
- Jean Martin – överstelöjtnant Philippe Mathieu, chef för de franska fallskärmstrupperna
- Yacef Saadi – Saari Kader, FLN:s militäre ledare
- Brahim Haggiag – Omar Ali, kallad Ali la Pointe, FLN-ledare
- Tommaso Neri – kapten Dubois
- Michèle Kerbash – Fathia, den äldre kvinnan som utför bombdåd
- Ugo Paletti – en kapten
- Fusia El Kader – Hassiba Ben Bouali
- Mohamed Ben Kassen – pojken Omar, 13 år